# Паласов теодоксус
Паласов теодоксус (Theodoxus pallasi) е вид морско коремоного от семейство Неритиди (Neritidae). Видът е каспийски реликт обитаващ соленоводни басейни в близост до крайбрежието.

## Разпространение
Видът е разпространен в Черно, Азовско, Каспийско и Аралско море. Местообитанията му са крайбрежни бракични и сладководни лагуни, езера и естуари. Установен е през 1957 г. във Варненското езеро, но в резултат на антропогенното действие видът не е откриван през следващите години. Поради това днес се смята за изчезнал от крайбрежието на България.

## Описание
Височината на раковината е до 5,5 mm, а ширината е до 7,5 mm. Черупката е малка, полуяйцевидна или полукръгла, с два или три спирални оборота. Повърхността е гладка с оранжеви, виолетови или кафяви линии, които преминават в точки на сив или бял фон.